# Operatie Black Tulip
Operatie Black Tulip was direct na de Tweede Wereldoorlog een beleid van de Nederlandse regering dat tot doel had de in Nederland wonende Duitsers het land uit te zetten. Op 11 september 1946 werd door de regering, in de persoon van de minister van Justitie Hans Kolfschoten (KVP), de operatie in gang gezet. De bedoeling was om Duitsers, van wie de meesten al lang voor de oorlog in Nederland woonden en een gezin hadden, het land uit te zetten. Schattingen over het aantal Duitsers in Nederland na de Tweede Wereldoorlog lopen zeer uiteen en zijn daardoor volstrekt onbetrouwbaar. Een bron spreekt van 25.000 personen; de Nederlandse regering ging in eerste instantie uit van 17.000 personen.

## Wraak
Na de Tweede Wereldoorlog bestonden er binnen Nederland op grote schaal wraakgevoelens tegenover Duitsland en de Duitsers. Ook Duits-Joodse vluchtelingen die voorafgaande aan de Tweede Wereldoorlog naar Nederland waren gevlucht, werden op basis van hun Duitse afkomst als vijandelijke onderdanen beschouwd. Sommigen van hen werden na terugkomst uit een concentratiekamp bij aankomst in Nederland in een interneringskamp geplaatst. Naast de ideeën over schadevergoedingen, in financiële vorm en in de zin van annexatie van Duits grondgebied, ontstond het plan om Duitsers die in Nederland woonden het land uit te zetten. Minister Kolfschoten stelde in de zomer van 1945 een nota op met het voorstel de Rijksduitsers (dus niet de Volksduitsers) in omgekeerde volgorde van vestiging het land uit te zetten. Onder deze Rijksduitsers bevond zich ook een grote groep die zich al in de jaren 20 of voorafgaande aan de Eerste Wereldoorlog (als vluchteling) in Nederland had gevestigd en vaak gezinnen hadden gesticht. Duitsers en Duitse Joden werden op basis van hun nationaliteit onteigend. Elke Duitser en Duits-Joodse vluchteling moest na de bevrijding een verzoek indienen om 'ontvijand' te worden door de Nederlandse overheid, om te ontkomen aan deportatie en om het door de Nederlandse overheid onteigende bezit terug te krijgen.   

## Kritiek
Het plan kreeg al snel kritiek uit de hoek van de geallieerden - die in de westelijke bezettingszones van Duitsland een toename van vluchtelingen en hongersnood vreesden - en vooral vanuit de Katholieke Kerk in Nederland. Volgens de Kerk was de uitzetting in strijd met het christelijke concept van naastenliefde. De Nederlandse regering trok zich weinig aan van de kritiek en wilde toch beginnen met de uitwijzingen. In reactie hierop begonnen de Britten Nederlanders die woonachtig waren in de Britse bezettingszone in Duitsland, terug naar Nederland te sturen. Toen er ook vanuit het binnenland steeds meer commentaar op de plannen kwam, werd besloten dat alleen de Duitsers die zich tijdens de oorlog pro-Duits hadden opgesteld, uitgezet zouden moeten worden. De binnenlandse kritiek werd vooral geleverd door freule Christine Wttewaall van Stoetwegen, toentertijd Tweede Kamerlid voor de CHU, en kardinaal De Jong, de aartsbisschop van Utrecht.

## Uitzettingen via kampen
In het najaar van 1946 gaf de nieuwe minister van Justitie Van Maarseveen (KVP) desondanks te kennen nog steeds 17.000 mensen het land uit te willen zetten. Op 11 september 1946 werden de eerste Duitsers uitgezet. Tot dat moment was al een onbekend aantal Duitsers gedeporteerd sinds de bevrijding. De Duitsers werden naar kampen in de buurt van de Duitse grens gestuurd, waarvan Kamp Mariënbosch vlak bij Nijmegen het grootste was en landgoed Avegoor bij Ellecom ook aanzienlijk.  Aan het einde van 1948 werden de kampen gesloten en vanaf 1950 werden geen Duitsers meer uitgezet.
Op 26 juli 1951 werd de staat van oorlog met Duitsland beëindigd en waren Duitsers niet langer vijand van de staat. In totaal zijn na de oorlog 3691 Rijksduitsers uit Nederland gedeporteerd.